# Gare de Landas
Gare de Landas vasútállomás Franciaországban, Landas településen.

## Vasútvonalak
Az állomást az alábbi vasútvonalak érintik:
- Fives-Hirson-vasútvonal

## Kapcsolódó állomások
A vasútállomáshoz az alábbi állomások vannak a legközelebb:
- Gare d’Orchies
- Gare de Rosult